# Наатан Скюття
Наатан Скюття (фін. Naatan Skyttä, нар. 7 травня 2002, Юлеярві, Фінляндія) — фінський футболіст, півзахисник французького клубу «Дюнкерк».

## Ігрова кар'єра

### Клубна
Наатан Скюття є вихованцем футбольної академії фінського клубу «Ільвес». З 2018 року футболіст виступав в основі клубу.
У лютому 2021 року футболіст перейшов до французької «Тулузи», підписавши з клубом контракт до літа 2025 року. У квітні 2021 року Скюття дебютував в першій команді «Тулузи» у матчі Кубка Франції. В чемпіонаті Франції у другому дивізіоні Скюття зіграв першу гру 24 липня 2021 року проти «Аяччо».
У серпні 2022 року Скюття був відправлений в оренду у норвезький «Вікінг», де виступав до кінця сезону в чемпіонаті Норвегії. А в січні 2023 року також на правха оренди футболіст приєднався до данського «Оденсе». У травні того року Наатан повернувся до «Тулузи». І вже в тому році став переможцем Кубку Франції.
У серпні 2024 року Наатан Скюття перейшов до клубу Другого французького дивізіону «Дюнкерк», зя ким підписав контракт до літа 2026 року.

### Збірна
З 2020 року Наатан Скюття вистпає за молодіжну збірну Фінляндії.

## Титули
Ільвес
 Переможець Кубка Фінляндії: 2019
Тулуза
- Переможець Ліги 2: 2021/22

 Переможець Кубка Франції: 2022/23
Індивідуальні
- Вейккаусліга: кращий гравець сезону: 2020[8]